# Discografia Ilenei Sărăroiu
Discografia Ilenei Sărăroiu însumează numeroase apariții discografice (discuri, benzi de magnetofon, casete audio, CD-uri, DVD-uri) ce conțin înregistrări efectuate în perioada 1964-1979, la casa de discuri Electrecord, Televiziunea Română, Radio România etc.

## Abrevieri
- a. - anul apariției
- dir. – dirijor
- EP – Extended Play
- î. – anul înregistrării
- LP – Long Play
- O.M.P.R. – Orchestra de muzică populară Radio

## Electrecord
| Lună / an        | Serie / titlu album                                                 | Format           | Nr. cântec / titlu / dată înregistrare / ordine | Acompaniament | Observații |
| ---------------- | ------------------------------------------------------------------- | ---------------- | --- | --- | ---------- |
| î. 1966          | EPC 750                                                             | vinil, EP, 17 cm | 1. Ți-o părea, puiule, bine (20apr66) 2. Supărat ești, măi Gheorghiță (20apr66) 3. Dorul neichii mă topește (20apr66) 4. Satule, vatră frumoasă (20apr66) | orchestra Traian Târcolea | disc solo  |
| î. 1967          | EPC 873                                                             | vinil, EP, 17 cm | 1. Neicuță, bătu-te-ar gândul (iul67) 2. Dorule, măi, dor nebun / Du-te,dorule,ușor* (iul67) 3. Ieși, măicuță, la portiță (iul67) 4. Măi, neicuță, satu-i plin (iul67) | orchestra Nicu Stănescu * - titlu apărut pe album | disc solo  |
| î. 1968          | EPC 985                                                             | vinil, EP, 17 cm | 1. Aseară și-alaltăseară (22mai68) 2. Mă dusei, seara, pe lună (22mai68) 3. Te iubesc de-o viață-ntreagă (22mai68) 4. Unde-o fi, dragostea noastră / Lăstărel cu floare-albastră* (22mai68) | orchestra Nicu Stănescu * - titlu apărut pe album | disc solo  |
| î. 1970          | EPC 10.170                                                          | vinil, EP, 17 cm | 1. Schimbă-ți, Gheorghe, cărarea 2. Munte, munte, brad frumos 3. Maică, m-ai crescut de mică 4. Inimioară cu dor mult | orchestra Radu Voinescu |            |
| î. 1974          | 45-STM-EPC 10.408 Romanțe                                           | vinil, EP, 17 cm | 1. Păsărică, mută-ți cuibul 2. Am greșit 3. Inimă (T. Popa / M. Block) | orchestra Paraschiv Oprea |            |
| î. 1974, a. 1975 | STM-EPE 01053                                                       | vinil, LP, 30 cm | 1. Cine trece peste râu 2. Pe-o cumpănă la fântână 3. Pe deal la Viișoreanu 4. Te-ai jurat neicuță-n drum 5. Frunza-n codru când se ține 6. Omul de ce-mbătrânește 7. Niciodată nu e bine 8. Măicuță, dorul când vine 9. De unde vii, măi Marine 10. Doi voinici din Valea Mare 11. De-ar veni luna lui mai 12. Fir-ar ceasu-afurisit | orchestra Paraschiv Oprea |            |
| a. 1975, î. 1974 | STC 007 Romanțe                                                     | casetă audio     | Am greșit Păsărică, mută-ți cuibul Inimă (T. Popa / M. Block) | orchestra Paraschiv Oprea |            |
| î. 1975          | 45-STM-EPC 10.469 Cine-a pus cârciuma-n drum                        | vinil, EP, 17 cm | 1. Cine-a pus cârciuma-n drum 2. Fusei pe unde-am iubit 3. Inimă 4. Colo-n deal la păducel | orchestra Ionel Budișteanu |            |
| î. 1977          | STM-EPE 01391 Zori de ziuă se revarsă                               | vinil, LP, 30 cm | 1. Pe plaiul Târgoviștei 2. Zori de ziuă se revarsă 3. Balada mărului 4. Măi neicuță, pui bălai 5. Mă gândesc, neică, demult 6. S-au tăiat pădurile 7. Unde e Târgoviștea? 8. Nu știu, neică, ce-am făcut 9. Munte, munte, frățioare 10. Dorule, câine turbat 11. Cântă cucul jos în luncă 12. Fir-ai tu să fii de dor | orchestra Paraschiv Oprea |            |
| a. 1977, î. 1972 | EPE 01446 Romanța mea                                               | vinil, LP, 30 cm | 7. Romanța mea (G. Grigoriu / M. Block) | O.M.P.R., dir. Ionel Budișteanu |            |
| a. 1978          | STC 0069                                                            | casetă audio     | 1. Doi voinici din Valea Mare 2. De-ar veni luna lui mai 3. Fir-ar ceasu-afurisit 4. Niciodată nu e bine 5. Te-ai jurat neicuță-n drum 6. Pe deal la Viișoreanu 7. De unde vii, măi Marine 8. Omul de ce-mbătrânește 9. Măicuță, dorul când vine 10. Pe-o cumpănă la fântână 11. Unde e Târgoviștea? 12. Nu știu, neică, ce-am făcut 13. Munte, munte, frățioare 14. Dorule, câine turbat 15. Cântă cucul jos în luncă 16. Fir-ai tu să fii de dor 17. Zori de ziuă se revarsă 18. Măi neicuță, pui bălai 19. Mă gândesc, neică, demult 20. S-au tăiat pădurile | orchestra Paraschiv Oprea |            |
| a. 1979          | EPE 01626 din cântecele Ilenei Sărăroiu Romanțe și cântece populare | vinil, LP, 30 cm | 1. Păsărică, mută-ți cuibul 2. Am greșit 3. De ce oare eu te-am cunoscut 4. Dar-ar naiba-n tine, dragoste 5. Inimă (T. Popa / M. Block) 6. Pe sub fereastră curge-un râu (A. I. Iuga / Maria Cunțan) 7. Bătrâne sat, te las cu bine 8. Satule, vatră frumoasă 9. Ți-o părea, puiule, bine 10. Maică, m-ai crescut de mică 11. O bătrână într-o gară (Unde e Târgoviștea?) 12. Colo-n deal la păducel 13. Inimă, de dor nu știi 14. Cine-a pus cârciuma-n drum | orchestra Paraschiv Oprea (1-3, 5-7, 11), O.M.P.R., dir. Victor Predescu (4), orchestra Traian Târcolea (8, 9), orchestra Radu Voinescu (10), orchestra Ionel Budișteanu (12-14)                                                                                            |            |
| a. 1980          | STC 00147 din cântecele Ilenei Sărăroiu                             | casetă audio     | 1. Păsărică, mută-ți cuibul 2. Am greșit 3. De ce oare eu te-am cunoscut 4. Dar-ar naiba-n tine, dragoste 5. Inimă (T. Popa / M. Block) 6. Pe sub fereastră curge-un râu (A. I. Iuga / Maria Cunțan) 7. Bătrâne sat, te las cu bine 8. Satule, vatră frumoasă 9. Ți-o părea, puiule, bine 10. Maică, m-ai crescut de mică 11. Ieși măicuță la portiță 12. O bătrână într-o gară (Unde e Târgoviștea?) 13. Colo-n deal la păducel 14. Inimă, de dor nu știi 15. Cine-a pus cârciuma-n drum | orchestra Paraschiv Oprea (1-3, 5-7, 12), O.M.P.R., dir. Victor Predescu (4), orchestra Traian Târcolea (8, 9), orchestra Radu Voinescu (10), orchestra Nicu Stănescu (11), orchestra Ionel Budișteanu (13-15)                                                              |            |
| a. 1984, î. 1972 | EPE 02419 Romanțe                                                   | vinil, LP, 30 cm | 1. S-a dus vremea de demult (V. Vasilescu / A. Felea) | O.M.P.R., dir. Ionel Budișteanu |            |
| a. 1984          | ST-EPE 02567 Autografe muzicale (1)                                 | vinil, LP, 30 cm | 13. Unde e Târgoviștea? 14. Cine-a pus cârciuma-n drum | orchestra Paraschiv Oprea (13), orchestra Ionel Budișteanu (14) |            |
| a. 1985          | STC 00299 Autografe muzicale (2)                                    | casetă audio     | 6. Cine-a pus cârciuma-n drum | orchestra Ionel Budișteanu |            |
| a. 1988, î. 1973 | EXE 03418 „Interviul”, Angela Platti (piesă de teatru radiofonic)   | vinil, LP, 30 cm | Ileana Sărăroiu distribuită în rolul personajului „Despa” | — |            |
| a. 1988          | STC 00560 La hanul Ancuței                                          | casetă audio     | 1. Cine-a pus cârciuma-n drum 10. Dar-ar naiba-n tine, dragoste | orchestra Ionel Budișteanu (1), O.M.P.R., dir. Victor Predescu (10) |            |
| a. 1988          | STC 00561 Cu lăutarii după mine                                     | casetă audio     | 1. Ți-o părea, puiule, bine | orchestra Traian Târcolea |            |
| a. 1995          | EDC 159 Păsărică, mută-ți cuibul                                    | compact disc     | 1. Dar-ar naiba-n tine, dragoste 2. Păsărică, mută-ți cuibul 3. Inimă (T. Popa / M. Block) 4. De unde vii, măi Marine 5. Satule, vatră frumoasă 6. Unde e Târgoviștea? 7. Am greșit 8. De ce oare eu te-am cunoscut 9. Cine-a pus cârciuma-n drum 10. Zori de ziuă se revarsă 11. Ți-o părea, puiule, bine 12. Inimă, de dor nu știi 13. Pe sub fereastră curge-un râu (A. I. Iuga / Maria Cunțan) 14. Bătrâne sat, te las cu bine 15. Doi voinici din Valea Mare 16. Te-ai jurat neicuță-n drum 17. Cântă cucul jos în luncă 18. Nu știu, neică, ce-am făcut 19. S-a dus vremea de demult (V. Vasilescu / A. Felea) 20. Omul de ce-mbătrânește 21. Cine trece peste râu 22. Mă gândesc, neică, demult                       | O.M.P.R., dir. Victor Predescu (1), orchestra Paraschiv Oprea (2-4, 6-8, 10, 18, 20-22), orchestra Traian Târcolea (5, 11), orchestra Ionel Budișteanu (9, 12), O.M.P.R., dir. Ionel Budișteanu (19)                                                                        |            |
| a. 1996          | EDC 185 Meet Romania, vol. 1                                        | compact disc     | 17. De-ar veni luna lui mai | orchestra Paraschiv Oprea |            |
| a. 2003          | EDC 563 Dorule, măi dor nebun                                       | compact disc     | 1. Măi neicuță, pui bălai 2. Pe plaiul Târgoviștei 3. S-au tăiat pădurile 4. Fir-ar ceasu-afurisit 5. Colo-n deal la păducel 6. Munte, munte, frățioare 7. Niciodată nu e bine 8. Inimioară cu dor mult 9. Dorule, câine turbat 10. Schimbă-ți, Gheorghe, cărarea 11. Fir-ai tu să fii de dor 12. Pe deal la Viișoreanu 13. Lăstărel cu floare-albastră 14. Maică, m-ai crescut de mică 15. Aseară și-alaltă seară 16. Măi neicuță, satu-i plin 17. Ieși, măicuță, la portiță 18. Du-te, dorule, ușor 19. Neicuță, bătu-te-ar gândul 20. Supărat ești, măi Gheorghiță 21. Dorul neichii mă topește 22. Te iubesc de-o viață-ntreagă 23. Romanța mea (G. Grigoriu / M. Block) 24. Potpuriu de romanțe și cântece de petrecere | orchestra Paraschiv Oprea (1-4, 6, 7, 9, 11, 12), orchestra Ionel Budișteanu (5), orchestra Radu Voinescu (8, 10, 14), orchestra Nicu Stănescu (13, 15-19, 22), orchestra Traian Târcolea (20, 21), O.M.P.R., dir. Ionel Budișteanu (23), O.M.P.R., dir. Radu Voinescu (24) |            |
| 2007             | EDC 817 Muzică de petrecere vol. 1 Dă-i cu șprițul pân' la ziuă     | compact disc     | 4. Cine-a pus cârciuma-n drum | orchestra Ionel Budișteanu |            |
| 2007             | EDC 822 Muzică de petrecere vol. 2 Să ciocnim paharul!              | compact disc     | 6. Zori de ziuă se revarsă 14. Inimă, de dor nu știi | orchestra Paraschiv Oprea (6), orchestra Ionel Budișteanu (14) |            |
| 2007             | EDC 826 Muzică de petrecere vol. 3 Cântă-mi lăutare!                | compact disc     | 3. Dar-ar naiba-n tine dragoste | O.M.P.R., dir. Victor Predescu |            |
| 2008             | EDC 850 Măi bădiță, măi Gheorghiță                                  | compact disc     | 12. Supărat ești, măi Gheorghiță 25. Schimbă-ți, Gheorghe, cărarea | orchestra Traian Târcolea (12), orchestra Radu Voinescu (25) |            |

## Europa
Înregistrări efectuate în Hamburg, RFG, în timpul unui turneu.
| An   | Numărul de catalog și titlul albumului    | Format           | Piese | Acompaniament           |
| ---- | ----------------------------------------- | ---------------- | --- | ----------------------- |
| 1967 | E 329 Feurige Klänge vom Balkan           | vinil, LP, 30 cm | 2. Aseară ți-am luat basma 4. Sanie cu zurgălăi (comp. Richard Stein) 10. Izvoraș cu apă rece 12. Vecină, vecină 14. Geampara, geampara          | orchestra Nicu Stănescu |
| 1967 | E 330 Von den Karpaten zum Schwarzen Meer | vinil, LP, 30 cm | 1. Pandelașul 3. Haulita 5. Aseară vântul bătea 8. Cât e soarele de sus 10. Ia uitați-vă feciori și Uite, mamă, Ionel 12. Foaie verde bob negară | orchestra Nicu Stănescu |

## Eurostar
| An   | Numărul de catalog și titlul albumului | Format           | Piese                                                                           | Acompaniament                                                      |
| ---- | -------------------------------------- | ---------------- | ------------------------------------------------------------------------------- | ------------------------------------------------------------------ |
| 1995 | CDS 098 Romanțe celebre                | vinil, LP, 30 cm | 7. Inimă (T. Popa / M. Block) 8. Înaintea casei mele (Păsărică, mută-ți cuibul) | orchestra Paraschiv Oprea (7), O.M.P.R., dir. Ionel Budișteanu (8) |

## Roton
| An   | Titlul albumului                                      | Format       | Piese                                                  | Acompaniament              |
| ---- | ----------------------------------------------------- | ------------ | ------------------------------------------------------ | -------------------------- |
| 1996 | Bijuterii folclorice. Muntenia și Oltenia             | casetă audio | 4. Satule, vatră frumoasă 11. Ți-o părea, puiule, bine | orchestra Traian Târcolea  |
| 2008 | Cele mai îndrăgite cântece populare românești, vol. 1 | compact disc | 5. Cine-a pus cârciuma-n drum                          | orchestra Ionel Budișteanu |
| 2009 | Cele mai frumoase voci ale muzicii populare românești | compact disc | 14. O bătrână într-o gară                              | orchestra Paraschiv Oprea  |
| 2010 | Cele mai îndrăgite cântece populare românești, vol. 4 | compact disc | 1. Ți-o părea, puiule, bine                            | orchestra Traian Târcolea  |
| 2010 | Romanțele sufletului tău                              | compact disc | 2. Inimă (T. Popa / M. Block)                          | orchestra Paraschiv Oprea  |
| 2011 | De dor, de joc și voie bună                           | compact disc | 3. Inimioară cu dor mult                               | orchestra Radu Voinescu    |

## Intercont Music
| An   | Numărul de catalog și titlul albumului | Format       | Piese                           | Acompaniament             |
| ---- | -------------------------------------- | ------------ | ------------------------------- | ------------------------- |
| 2008 | IMCD 1307 Descoperă România            | compact disc | 12. Unde e Târgoviștea?         | orchestra Paraschiv Oprea |
| 2010 | IMCD 1357 Mărie și Mărioară            | compact disc | 21. De unde vii, măi Marine     | orchestra Paraschiv Oprea |
| 2011 | IMCD 1365 Mama mea, scumpă comoară     | compact disc | 10. Maică, m-ai crescut de mică | orchestra Radu Voinescu   |

### Jurnalul Național
| An   | Titlul albumului                         | Format       | Piese | Acompaniament |
| ---- | ---------------------------------------- | ------------ | --- | --- |
| 2007 | Muzică de colecție                       | compact disc | 1. Dar-ar naiba-n tine, dragoste 2. Unde e Târgoviștea? 3. Cine-a pus cârciuma-n drum 4. Inimă, de dor nu știi 5. De unde vii, măi Marine 6. Dorul neichii mă topește 7. Cântă cucul jos în luncă 8. Fir-ar ceasu-afurisit 9. Doi voinici din Valea Mare 10. Munte, munte, frățioare 11. Mă gândesc, neică, demult 12. Măi neicuță, pui bălai 13. Omul de ce-mbătrânește 14. Pe plaiul Târgoviștei | O.M.P.R, dir. Victor Predescu (1), orchestra Paraschiv Oprea (2, 5, 7-14), orchestra Ionel Budișteanu (3, 4), orchestra Traian Târcolea (6)                                                                                  |
| 2008 | Discul de aur Muzică de colecție vol. 52 | compact disc | 1. Păsărică, mută-ți cuibul 2. Inimă (T. Popa / M. Block) 3. Am greșit 4. De ce oare eu te-am cunoscut 5. Pe sub fereastră curge-un râu (A. I. Iuga / Maria Cunțan) 6. S-a dus vremea de demult (V. Vasilescu / A. Felea) 7. Romanța mea (G. Grigoriu / M. Block) 8. Zori de ziuă se revarsă 9. Ți-o părea, puiule, bine 10. Te-ai jurat neicuță-n drum 11. Nu știu, neică, ce-am făcut 12. Cine trece peste râu 13. Colo-n deal la păducel 14. Niciodată nu e bine 15. Inimioară cu dor mult 16. Dorule, câine turbat 17. Pe deal la Viișoreanu 18. Măi neicuță, satu-i plin 19. Ieși, măicuță, la portiță 20. Te iubesc de-o viață-ntreagă | orchestra Paraschiv Oprea (1-5, 8, 10-12, 14, 16, 17), O.M.P.R., dir. Ionel Budișteanu (6, 7), orchestra Traian Târcolea (9), orchestra Ionel Budișteanu (13), orchestra Radu Voinescu (15), orchestra Nicu Stănescu (18-20) |
| 2010 | Cântece pentru mama                      | compact disc | 6. Unde e Târgoviștea? | orchestra Paraschiv Oprea |

## Radio România
| Anul înreg. | Piese | Acompaniament                            |
| ----------- | --- | ---------------------------------------- |
| 1964        | Eu sunt fată dobrogeană | Orch. Ans. „Ciocârlia”, dir. Ion Mărgean |
| 1970        | M-ai crescut maică de mică Te-am iubit neică de-un an S-a pălit codrul pe poale (Inimioară cu dor mult) Munte, munte, piatră seacă (Munte, munte, brad frumos)                                                                                              | O.M.P.R., dir. Radu Voinescu             |
| 1970        | Potpuriu de romanțe și cântece de petrecere 1. La fereastra cu zorele (P. Popescu-Peppo) 2. De tine nu mai mi-este dor (Florentin Delmar / Aurel Felea) 3. Boala boală 4. Leliță Ioană 5. În noaptea asta toată lumea e a mea (Ion Vasilescu / Eugen Mirea) | O.M.P.R., dir. Ionel Budișteanu          |
| 1972        | Pe-o cumpănă, la fântână Foaie verde trei alune (Mă duc măiculiță-n lume) Fusei pe unde-am iubit Foaie verde de-avrămeasă (Cine iubește și lasă) | O.M.P.R., dir. Radu Voinescu             |
| 1972        | Înaintea casei mele (Păsărică, mută-ți cuibul) Romanța mea (G. Grigoriu / M. Block) S-a dus vremea de demult (V. Vasilescu / A. Felea) | O.M.P.R., dir. Ionel Budișteanu          |
| 1974        | De-ar veni luna lui mai Măicuță, dorul când vine | O.M.P.R., dir. Radu Voinescu             |
| 1975        | Sanie cu zurgălăi | Orch. Ionel Budișteanu                   |
| 1977        | Dar-ar naiba-n tine, dragoste (C. Romano / C. Romano, Nucky Boldur) Mă gândesc, neică, demult | O.M.P.R., dir. Victor Predescu           |
| 1979        | Pe sub fereastră curge-un râu (A. I. Iuga / Maria Cunțan) | orchestra Paraschiv Oprea                |
| indisp.     | De ce oare eu te-am cunoscut | orchestra Paraschiv Oprea                |
| indisp.     | Bătrâne sat, te las cu bine | orchestra Paraschiv Oprea                |

## TVR Media
Filmările Ilenei Sărăroiu au fost realizate de Televiziunea Română (TVR) în perioada 1968-1979, în studiourile instituției, în parcul Herăstrău și Muzeul Satului și în diferite săli de concerte (Sala Rondă a Hotelului Intercontinental, Sala Radio etc.).
Aceste filmări au început a fi editate pentru prima oară, pe suport DVD, începând cu anul 2005 de casa de producție a Televiziunii Române, TVR Media. Spre sfârșitul anului 2008, realizatoarea TV Ioana Bogdan a alcătuit în memoria Ilenei Sărăroiu un DVD cu mai toate filmările artistei existente în filmoteca Societății Române de Televiziune.
Piesele marcate cu „(L)” sunt interpretate „pe viu” („live”).
| An apariție | Titlu DVD                           | Piese (an filmare)                                                | Note                                                                                   |
| ----------- | ----------------------------------- | ----------------------------------------------------------------- | -------------------------------------------------------------------------------------- |
| 2005        | Cântece de viață lungă              | 6. Vrei să ne-ntâlnim sâmbătă seară? (dec70)                      | Ion Vasilescu / Nicolae Vlădoianu                                                      |
| 2005        | Cântece de viață lungă              | 35. Astă seară stăm aici până dimineața (L) [1977]                | acompaniază orch. Ionel Budișteanu                                                     |
| 2006        | Maeștrii muzicii populare românești | 12. O bătrână într-o gară (1977)                                  |                                                                                        |
| 2006        | Maeștrii muzicii populare românești | 13. Doi voinici din Valea Mare                                    |                                                                                        |
| 2006        | Maeștrii muzicii populare românești | 14. Cine trece peste râu                                          |                                                                                        |
| 2006        | Maeștrii muzicii populare românești | 16. Fir-ar ceasu-afurisit                                         |                                                                                        |
| 2006        | Maeștrii muzicii populare românești | 17. Te-ai jurat neicuță-n drum (1977)                             |                                                                                        |
| 2006        | Stela Popescu O stea printre stele  | În noaptea asta toată lumea e a mea (Ion Vasilescu / Eugen Mirea) | cu I. Loghin, S. Popescu, Șt. Rareș, Șt. Bănică, E. Gavriș, P. Săbădeanu, B. Sinulescu |
| 2008        | Ileana Sărăroiu Momente de aur      | 1. Colo-n deal la păducel                                         | varianta TV                                                                            |
| 2008        | Ileana Sărăroiu Momente de aur      | 2. M-ai crescut, maică, de mică                                   | varianta Radio                                                                         |
| 2008        | Ileana Sărăroiu Momente de aur      | 3. Astă seară stăm aici până dimineața                            | acompaniază orch. Ionel Budișteanu                                                     |
| 2008        | Ileana Sărăroiu Momente de aur      | 4. Doi voinici din Valea Mare                                     |                                                                                        |
| 2008        | Ileana Sărăroiu Momente de aur      | 5. Ți-o părea, puiule, bine (1968)                                |                                                                                        |
| 2008        | Ileana Sărăroiu Momente de aur      | 6. Unde e Târgoviștea?                                            |                                                                                        |
| 2008        | Ileana Sărăroiu Momente de aur      | 7. Satule, vatră frumoasă                                         |                                                                                        |
| 2008        | Ileana Sărăroiu Momente de aur      | 8. Fir-ar ceasu-afurisit                                          |                                                                                        |
| 2008        | Ileana Sărăroiu Momente de aur      | 9. Zori de ziuă se revarsă (1977)                                 |                                                                                        |
| 2008        | Ileana Sărăroiu Momente de aur      | 10. Pe sub fereastră curge-un râu                                 | acompaniază orch. Paraschiv Oprea                                                      |
| 2008        | Ileana Sărăroiu Momente de aur      | 11. Lăstărel cu floare-albastră (1968)                            |                                                                                        |
| 2008        | Ileana Sărăroiu Momente de aur      | 12. La fereastra cu zorele                                        | din Potpuriu de romanțe și cântece de petrecere                                        |
| 2008        | Ileana Sărăroiu Momente de aur      | 13. De tine nu mai mi-este dor                                    | din Potpuriu de romanțe și cântece de petrecere                                        |
| 2008        | Ileana Sărăroiu Momente de aur      | 14. Nu știu, neică, ce-am făcut (1977)                            |                                                                                        |
| 2008        | Ileana Sărăroiu Momente de aur      | 15. Munte, munte, frățioare (1977)                                |                                                                                        |
| 2008        | Ileana Sărăroiu Momente de aur      | 16. Te-ai jurat neicuță-n drum                                    |                                                                                        |
| 2008        | Ileana Sărăroiu Momente de aur      | 17. Să-mi cânți, cobzar (Eugen Seno) (L)                          | acompaniază orch. Paraschiv Oprea                                                      |
| 2008        | Ileana Sărăroiu Momente de aur      | 18. Leliță Ioană                                                  | din Potpuriu de romanțe și cântece de petrecere                                        |
| 2008        | Ileana Sărăroiu Momente de aur      | 19. Cine trece peste râu                                          |                                                                                        |
| 2008        | Ileana Sărăroiu Momente de aur      | 20. Fir-ai, omule, să fii (L)                                     | Vasile Veselovski / Eugen Mirea                                                        |
| 2008        | Ileana Sărăroiu Momente de aur      | 21. Geampara (L)                                                  |                                                                                        |
| 2008        | Ileana Sărăroiu Momente de aur      | 22. Fir-ai tu să fii de dor (1977)                                |                                                                                        |
| 2008        | Ileana Sărăroiu Momente de aur      | 23. Foaie verde măr domnesc (L)                                   | acompaniază orch. Paraschiv Oprea                                                      |
| 2008        | Ileana Sărăroiu Momente de aur      | 24. Neicuță, bătu-te-ar gândul (1968)                             |                                                                                        |
| 2008        | Ileana Sărăroiu Momente de aur      | 25. Pe deal la Viișoreanu                                         |                                                                                        |
| 2008        | Ileana Sărăroiu Momente de aur      | 26. Păsărică, mută-ți cuibul (L)                                  |                                                                                        |
| 2008        | Ileana Sărăroiu Momente de aur      | 27. Glumă muzicală (Ia-mă în gând) [1977]                         | cu B. Sinulescu, I. Loghin, N. Păun                                                    |
| 2008        | Ileana Sărăroiu Momente de aur      | 28. Foaie verde anason (dec73)                                    | cu Ștefan Bănică                                                                       |
| 2008        | Ileana Sărăroiu Momente de aur      | 29. Astă seară stăm aici până dimineața (dec73)                   | cu Dan Spătaru                                                                         |
| 2008        | Ileana Sărăroiu Momente de aur      | 30. Vrei să ne-ntâlnim sâmbătă seară?                             | Ion Vasilescu / Nicolae Vlădoianu                                                      |
| 2008        | Ileana Sărăroiu Momente de aur      | 31. Romanța mea                                                   |                                                                                        |
| 2008        | Ileana Sărăroiu Momente de aur      | 32. Măi neicuță, satu-i plin (1968)                               |                                                                                        |
| 2008        | Ileana Sărăroiu Momente de aur      | 33. Potpuriu (L)                                                  | acompaniază orch. Paraschiv Oprea                                                      |
| 2008        | Ileana Sărăroiu Momente de aur      | 34. Interviu (feb76)                                              |                                                                                        |